# Bóveda de abanico

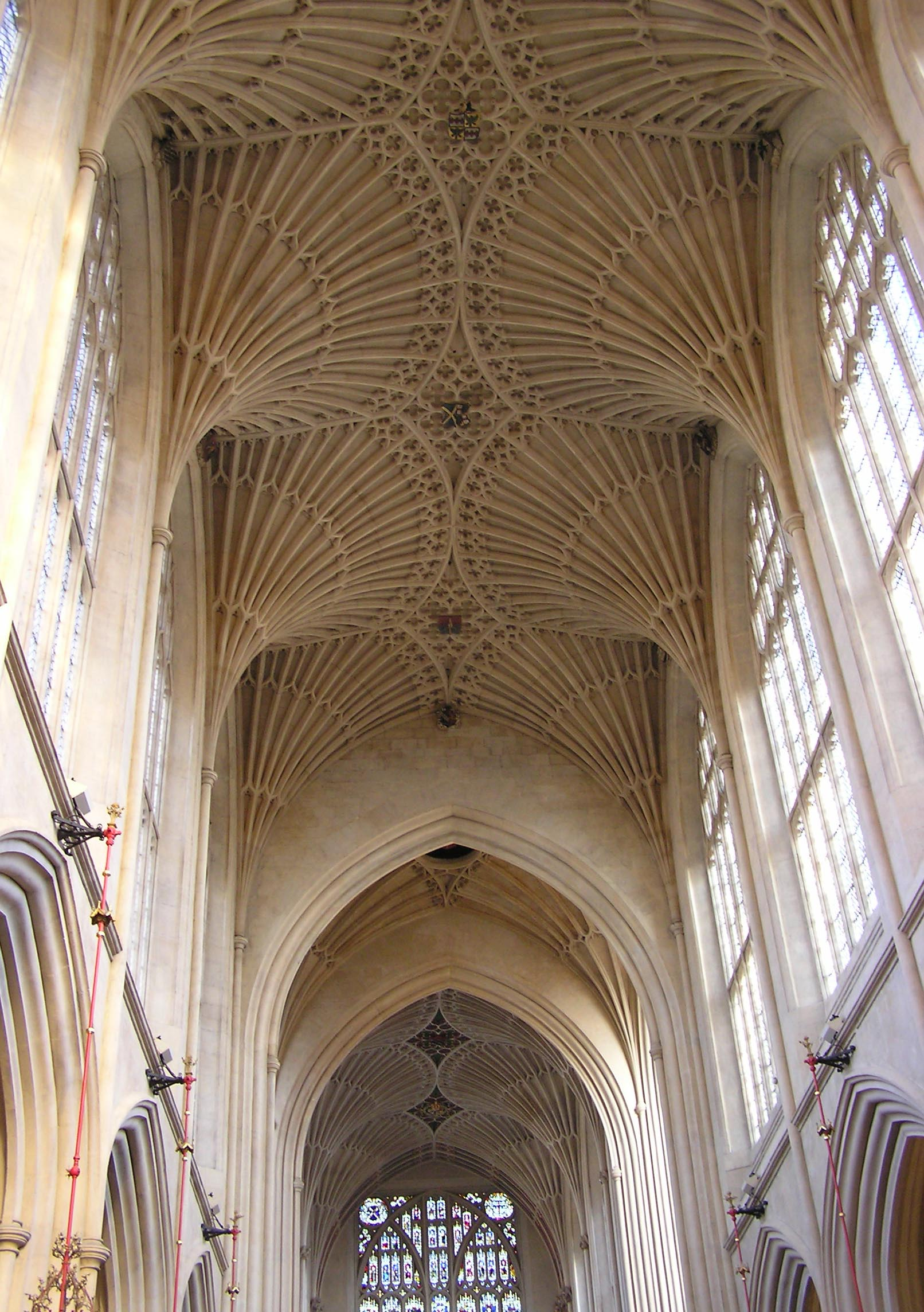
Bóvedas de abanico sobre la nave en la Abadía de Bath. La obra, iniciada en 1501 por Robert y William Vertue, estaba terminada hacia 1530. Hubo necesidad de restaurarla 1574, en época de Isabel I, y nuevamente en la década de 1860, por George Gilbert Scott que empleó criterios historicistas.

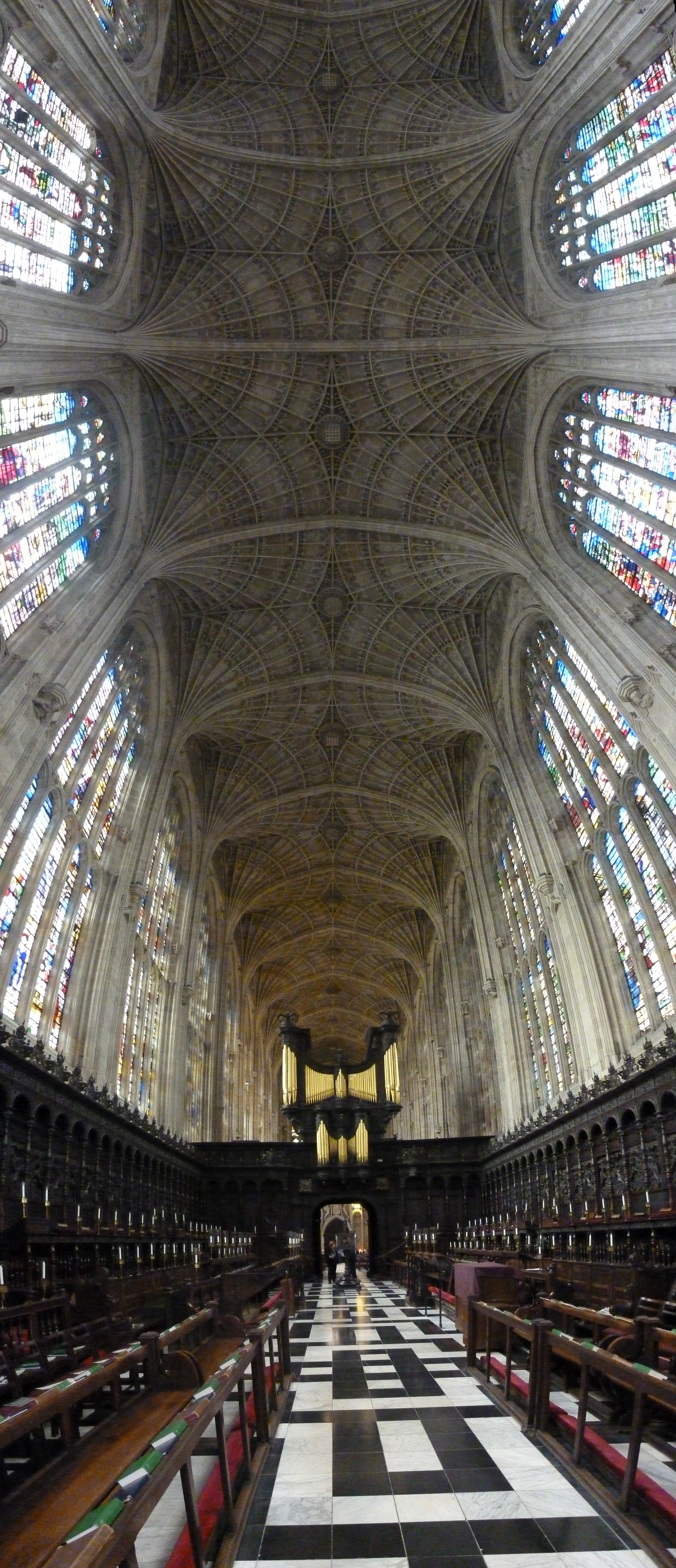
Bóveda de la capilla del King's College, la mayor bóveda de abanico del mundo, construida en 1512-1515 por John Wastell, con William Vertue. Mide 88 m de largo y 12'20 m de ancho.

La bóveda de abanico, también denominada bóveda palmeada, es un tipo de bóveda de crucería desarrollada en el gótico tardío en la que los nervios son numerosos y tienen forma de abanico. Es un elemento arquitectónico típico de Inglaterra, en las fases finales del gótico denominadas gótico perpendicular y estilo Tudor.

## Origen y difusión
El origen de esta bóveda se ha detectado en Gloucester entre 1351 y 1377; siendo el ejemplo más antiguo conservado las bóvedas del pasillo este del claustro de la catedral de Gloucester, construido por Tomás de Canterbury, que habría también levantado unas bóvedas de abanico (hoy desaparecidas, aunque se conserva un dibujo de William Stukeley) en la sala capitular de la catedral de Hereford, donde dejó de trabajar en 1364.
La bóveda de abanico mayor del mundo es la de la capilla del King's College de Cambridge, construida entre 1512 y 1515 por John Wastell, asesorado por William Vertue, que había experimentado esta forma en la abadía de Bath (desde 1501). Otro buen ejemplo es la bóveda sobre la escalera del colegio Christ Church (Oxford), de 1640. 
A pesar de que la bóveda de abanico se restringió a Inglaterra, se ha propuesto que Catalina de Aragón (esposa de Enrique VII y Enrique VIII e hija de los Reyes Católicos) pudo influir en la elección de una forma similar para las bóvedas de la catedral de Barbastro (cuya forma en realidad es la de bóveda estrellada o lierne, no muy diferente a las de la Lonja de Zaragoza o de la Lonja de Valencia).

## Descripción
La diferencia principal con la bóveda de crucería tradicional es el abandono de la curva convencional del arco apuntado y su sustitución por varias curvas formadas por arcos de elipse lo que permite colocar todas las claves en un mismo plano, dando como resultado una sucesión de pirámides curvilíneas.
Los nervios del abanico tienen todos la misma curva y están colocados de forma equidistante dispuestos sobre una superficie curva continua, y no todos tienen la misión de repartir cargas sino que la mayoría tienen una función puramente estética: las fuerzas de carga se transmiten por los meridianos. El resultado final era un techo ondulante, de gran solidez a pesar de que no todos los nervios fuesen de carga.

## Edificios con bóvedas de abanico
- Abadía de Bath
- Catedral de Winchester
- Capilla del King's College en Cambridge
- Catedral de Gloucester
- Catedral de Peterborough
- Capilla mariana de Enrique VII en la abadía de Westminster

## Galería de imágenes

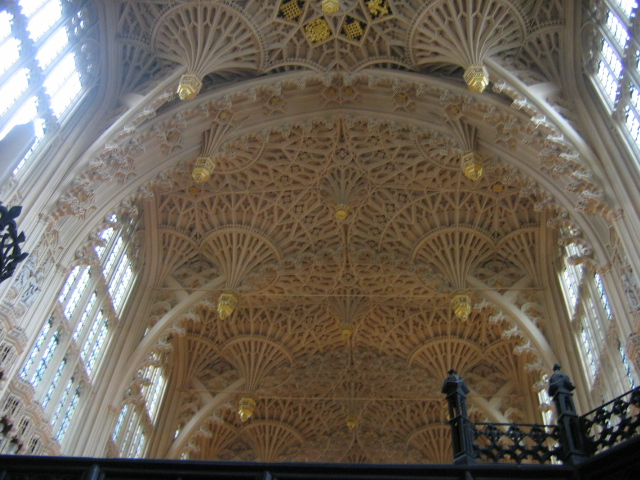
Bóveda de abanico colgante de la capilla de Enrique VII en la abadía de Westminster
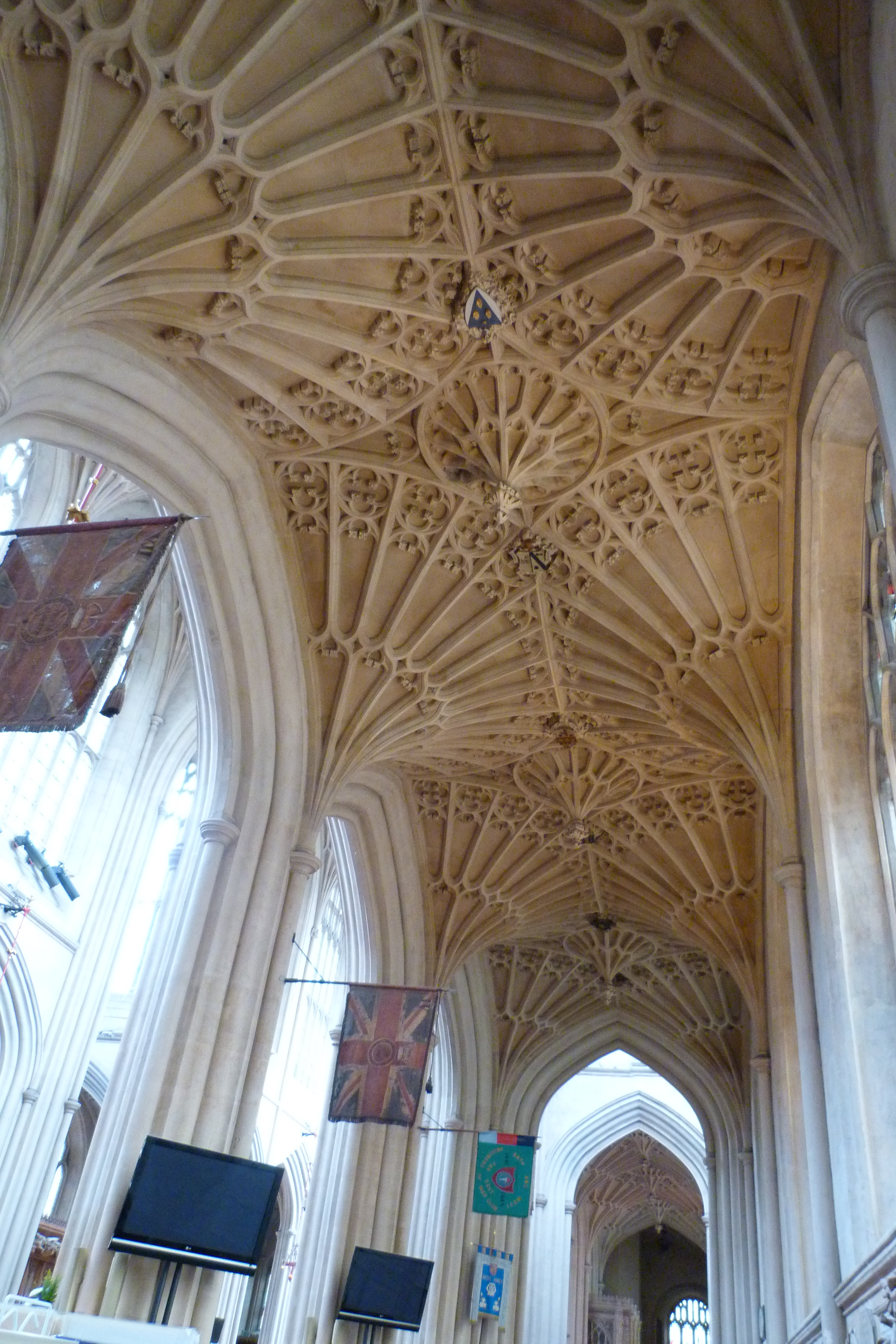
Abadía de Bath
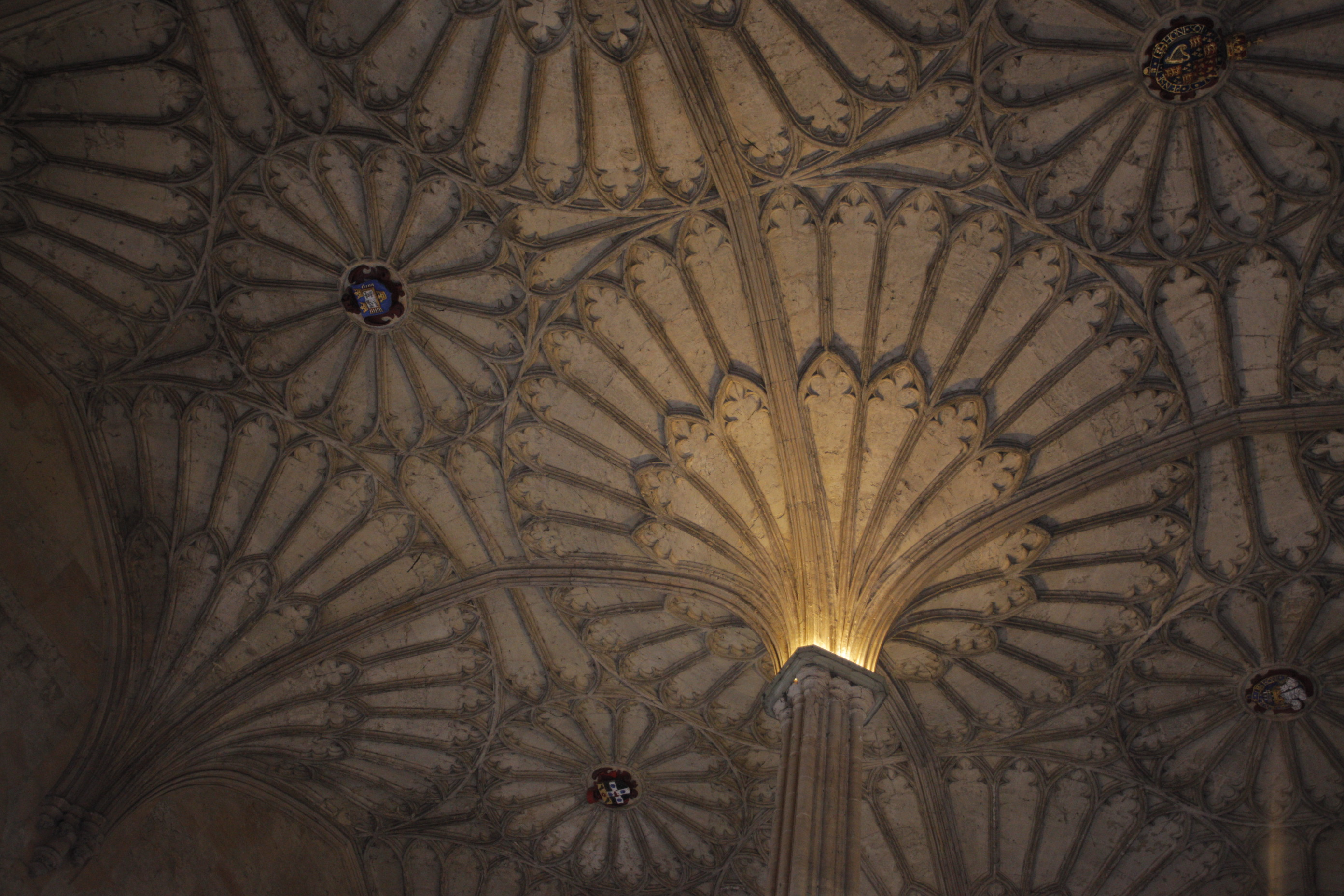
Bóveda de abanico en la escalera del a Christ Church, Oxford
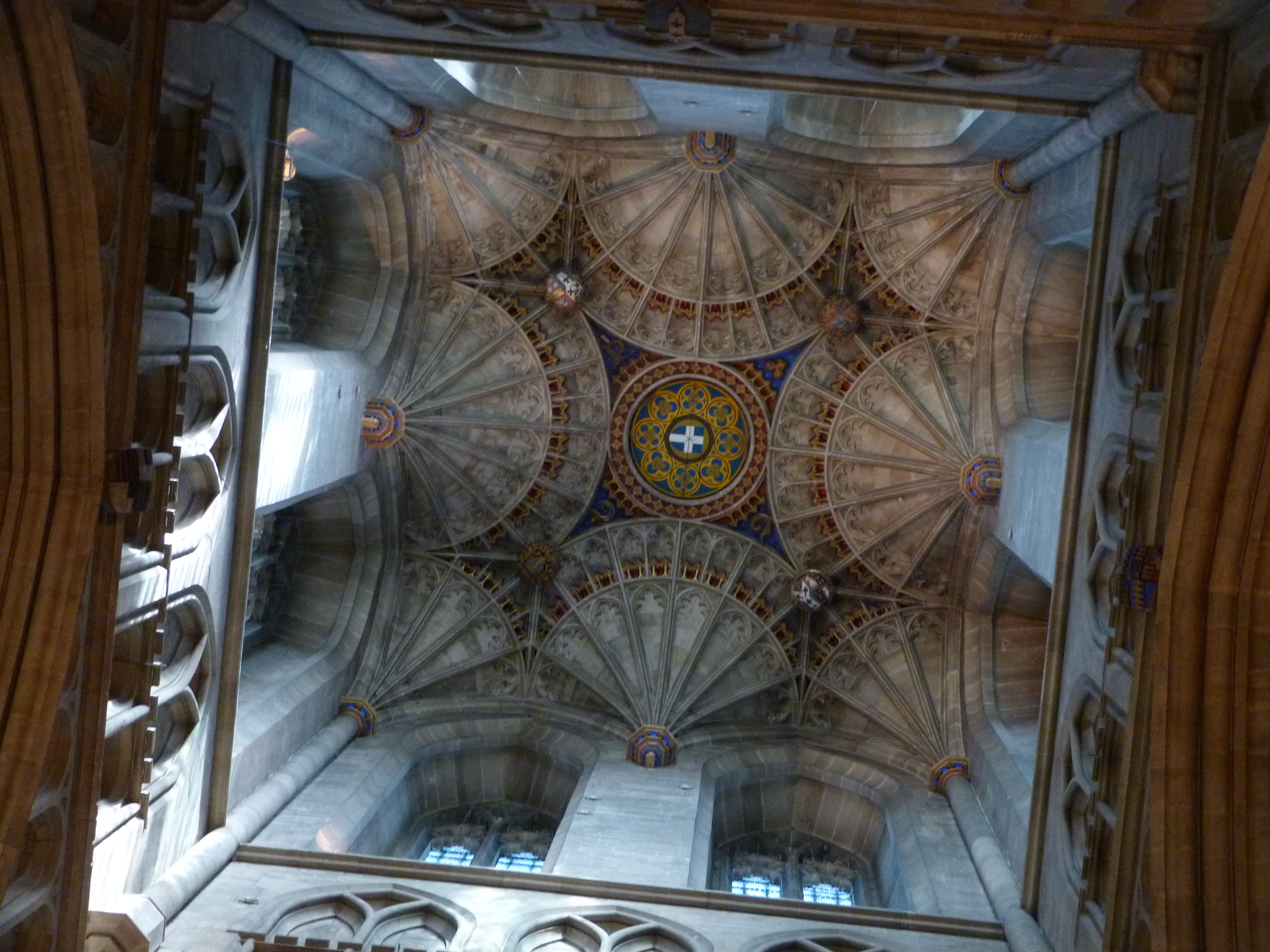
Catedral de Canterbury, bóveda de abanico del crucero
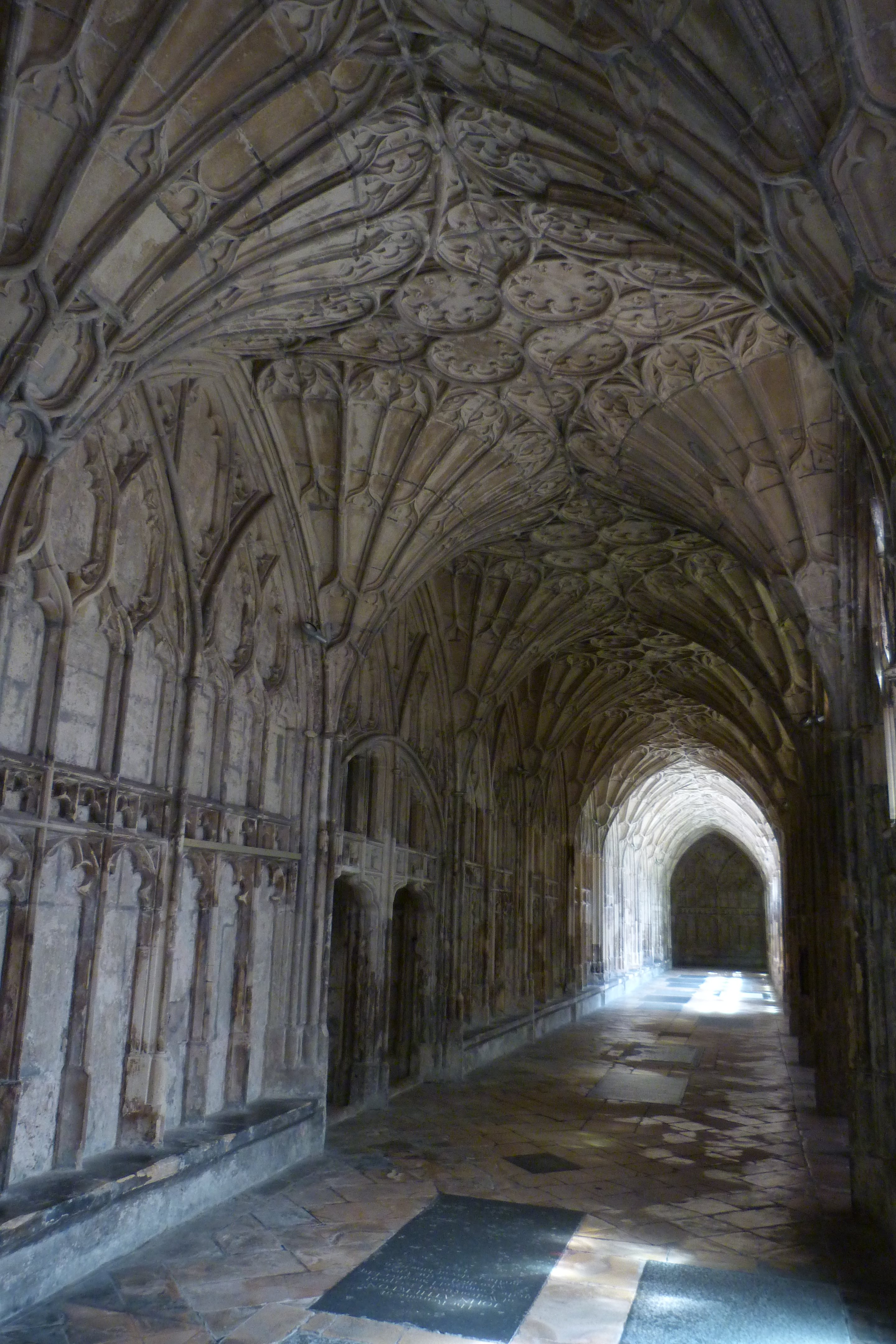
Claustro de la catedral de Gloucester

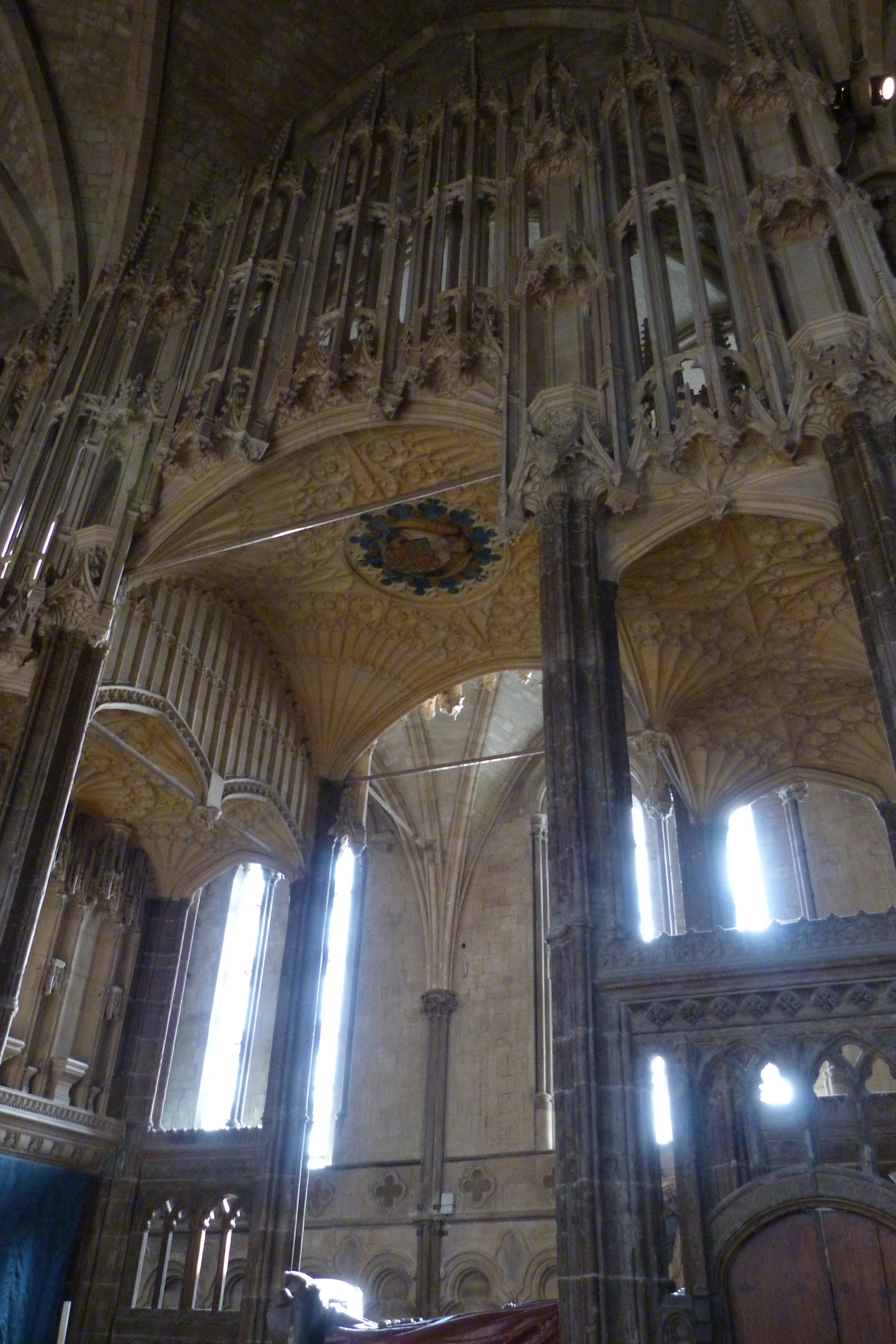
Capilla del Chantre, de Henry Beaufort, catedral de Winchester
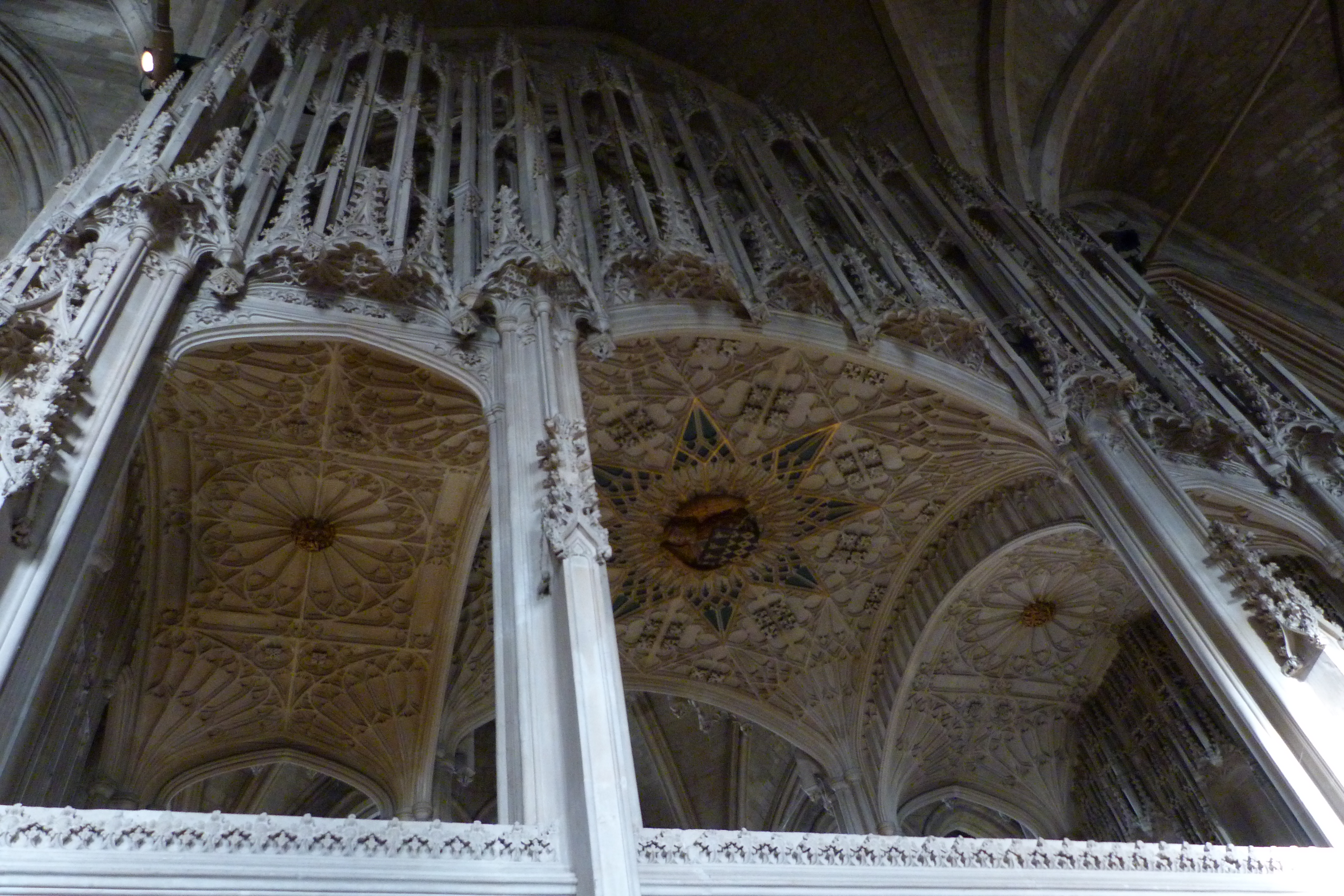
Capilla del Chantre, de William Waynflete, catedral de Winchester
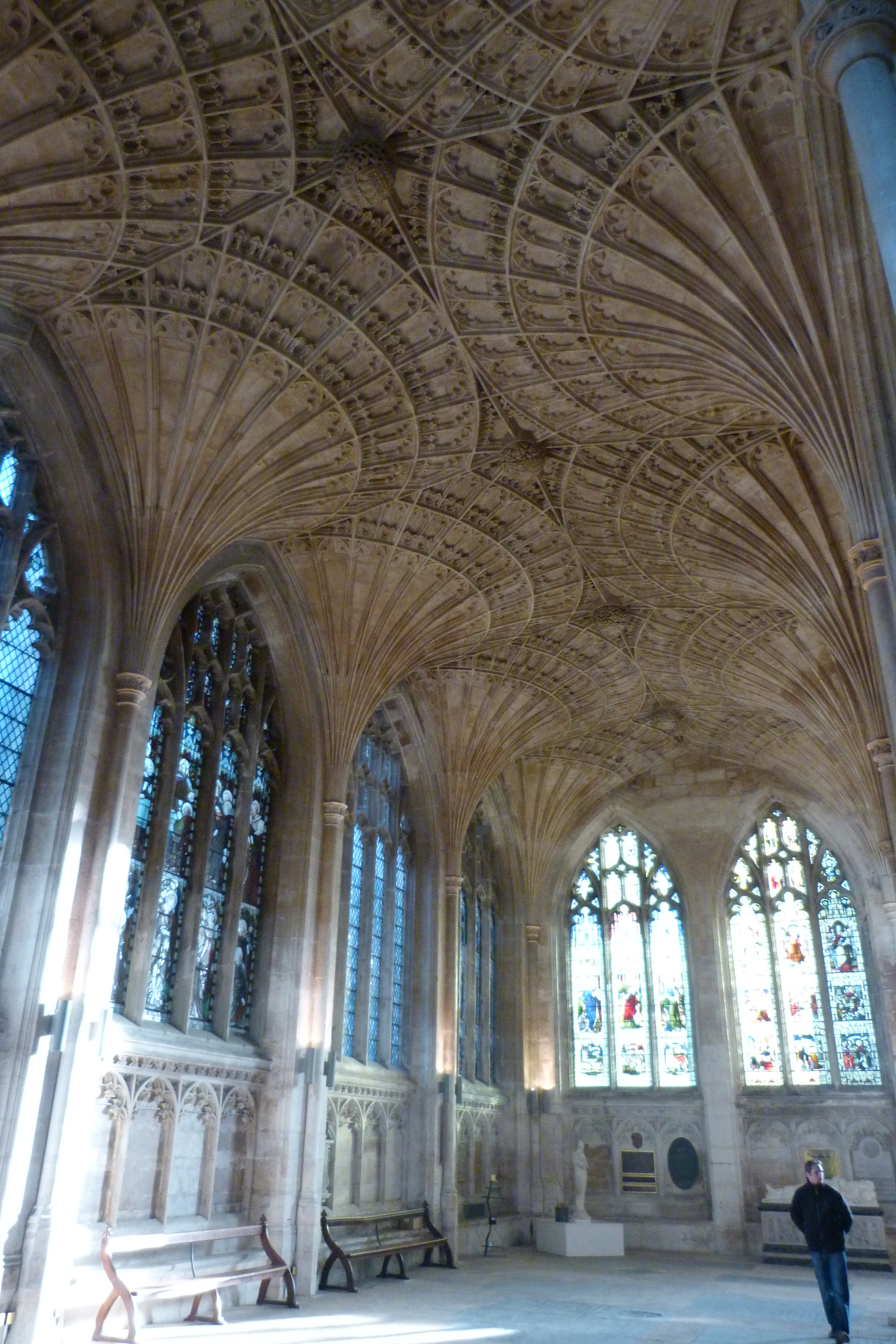
Catedral de Peterborough retrocoro
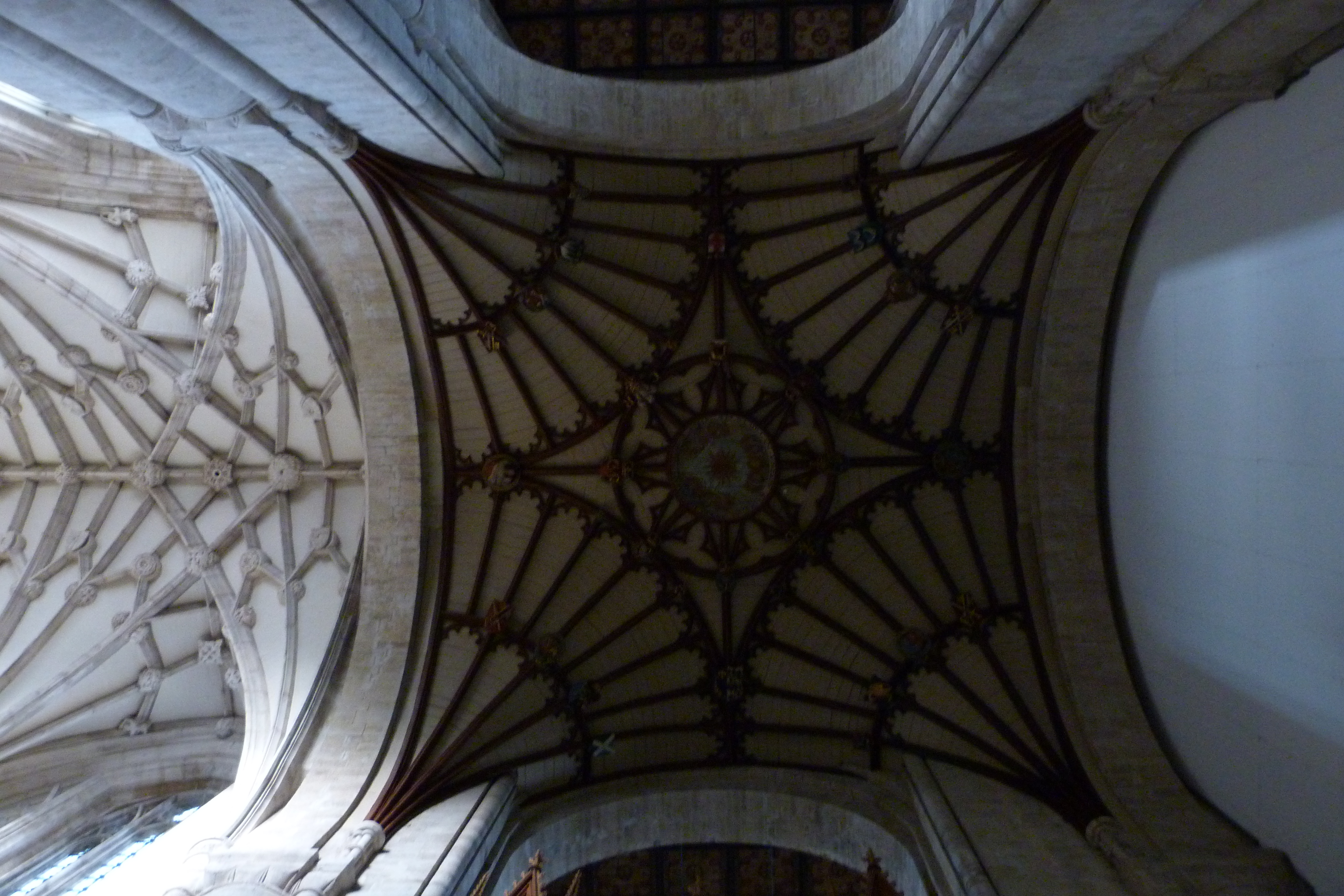
Catedral de Winchester